# ديفيد كاربنتر (لاعب كرة قاعدة)
ديفيد كاربنتر (بالإنجليزية: David Carpenter) هو لاعب كرة قاعدة أمريكي، ولد في 15 يوليو 1985 في مورغانتاون في الولايات المتحدة.

## وصلات خارجية
- ديفيد كاربنتر على موقع دوري كرة القاعدة الرئيسي (الإنجليزية)
- ديفيد كاربنتر على موقعبيزبول رفرنس.كوم (الدوري الرئيسي) (الإنجليزية)
- ديفيد كاربنتر على موقعبيزبول رفرنس.كوم (الدوري الثانوي) (الإنجليزية)
- ديفيد كاربنتر على موقع إي إس بي إن.كوم (أم.أل.بي) (الإنجليزية)
- ديفيد كاربنتر على موقع مشجعي الرسوم البيانية (الإنجليزية)